# Lemezkiadók listája (I–Q)
A Lemezkiadók listája I–Q a zeneműkiadókat tartalmazza ABC szerinti felsorolásban.

## I
| - I.R.S. Records - ICC Records - Ice Age Entertainment - Ice Minus Recordings - Ice Records - Icon Records - Idea Records - Idol Records - III Records - Ill Will Records - Ill.Skillz Recordings - Illegal Art - Illegal Records - Illuminating Technologies - Imaginary Records - Immediate Records - Immortal Records - Impact Records - Imperial Records - 1900 American label - Imperial Records - 1920 British label - Imperial Records - 1947 American label - Imperial Records - 2006 American label | - Imprint Records - Impulse! Records - Imputor? - In Records - In the Red Records - The Inc. Records - Incentive Records - INCredible - Incus Records - Indecision Records - Indelica Records - Independiente Records - Indi Script Records - Indianola Records - Indica Records - Indirecto Records - Industrial Records - Inertia Distribution - Infectious Records - In-Fidelity Recordings - Infinity Recordings - Infrared - Initial Records | - Inneractive Recordings - Innocent Records - Innova Recordings - INO Records - Inoxia Records - Inpop Records - Inside Recordings - InsideOut Music - InsideOut US - Instant Karma - Instinct Records - Intec Records - Integrity Asia - Integrity Media - Integrity Records - Intense Records - Intentcity Records - Interactive Jack Records - International Artists Records - International Artists - International Church Publications - International DeeJay Gigolo Records - Interphon Records | - Interscope-Geffen-A&M - Interscope Records - Intrada Records - Invictus Records - Invisible Agent - Invisible Records - Invisible Hands Music - Iodine Recordings - Ipecac Recordings - IROND Records Ltd. - Ironworks - Isadora Records - Island Blue Records - The Island Def Jam Music Group - Island Masters - Island Records - Island Reggae Greats - Iso - Isolate Records - it Records - Ivy League Records |

## J
| - J Records - J Storm - Jackson Rubio - JAD Records - Jade Tree Records - Jagjaguwar - Jahtari - Jake Records - Jamaican Gold - Jamie Records - Janus Records - Jaro Medien - Jarrah Records - Jarring Effects - Jasmine Records - Jaus Records - JayTee Records - Jazz Records | - Jazzaway Records - Jazzland Records (1960) (U.S.) - Jazzland Records (1997) (Norway) - Jazzman Records - Jazzology Records - JDub Records - Jehova-Nisi Productions - Je m'en fish - Jeepster Records - JEMP Records - Jerden Records - Jericho Beach Music - Jester Records - Jesuit Music Ministry - Jet Records - Jet Set Records - Jettison - Jetydosa | - Jewel Records (New York) - Jewel Records (Cincinnati, Ohio) - Jewel Records (Shreveport, Louisiana) - Jiggiri Records - Jim Henson Records - Jimmy Franks Recording Company - Jin Records - Jive Electro - Jive Records - JMT Records - J.O.B. Records - Joe & Joey Records - Johann's Face Records - Joia - Joilicious Records - Josie Records - Joy Records | - Joyful Noise Recordings - JPU Records - JSP Records - J & S Records - Juana Records - Jubilee Records - Judd Records - Judgement Records - Jugoton - Juice Box Records - Juke Box Records - Jump Off Entertainment - Jump Records - Jump Start Records - Jungle Records - Junior Boy's Own - Just Music - Justablip Records - JYP Entertainment |

## K
| - K&K Verlagsanstalt - K Records - Kahvi - Kaifa Records - Kalakuta Republic - Kalophone Records - Kama Sutra Records - Kanine Records - Kapow Records - Kapp Records - Karmageddon Media - Karmic Hit - Kedar Records - Keen Records - Kelp Records - Kemado Records | - Kennis Music - Kent Records - Key Sounds Label - KFM Records - Khepera Records - Ki/oon Records - Kickball Records - Kicking Mule Records - Kid Stuff Records - Kiddyphone - Kill Rock Stars - Kindercore Records - Kinematic320 - Kinetic Records - King Mouse Records - King Records (USA) - King Records (Japán) | - King Worldwide - Kirtland Records - Kiss The Stone Records - Kitchen Motors - Kitchenware Records - Kitsuné Music - Kittridge Records - Kitty Kitty Corporation - Kitty Play Records - Kitty-Yo - KLF Communications - KMB Jazz - Knee Deep Records - Knitting Factory - Knockout Entertainment - Knw-Yr-Own Records - Koch Distribution - Koch Entertainment | - Koch Entertainment Canada - Koch International Records - Koch Publishing - Kokomo Records - Kommunion Recording Company - Kompakt - Kon Live Distribution - Kontor Records - Konvict Muzik - Koolarrow Records - Korova - Kranky - Kross Over Entertainment - K-tel Records - Kung Fu Records - Kvitnu |

## L
| - La Tribu - Label Fandango - Labrador Records - LaFace Records - Laff Records - Lakeshore Records - Lakeside Records - La-La Land Records - LaSalle Records - Last Gang Records - Latent Recordings - Latino Buggerveil - Laurie Records - Lava Records - Le Grand Magistery - Leader Records (UK) - Leader Records (US) - Leaf Hound Records - The Leaf Label - Leathür Records - Leedon Records - Leeds Talk-O-Phone - LeFrak-Moelis Records - Legacy Recordings - Legend Recordings - Legion Records - Legit Ballin' - Lejal Genes - Lench Mob Records - Lengua Armada Discos - Lens Records - Les Disques du Crepuscule | - Level Plane - Levelsound - Lex Records - LHI Records - Liberation Music - Liberation Records - Liberty & Lament - Liberty Music Shop Records - Liberty Records - Library Records - Licking Fingers - Lifeforce Records - Light Records - Lil' Chief Records - Limb Music - Limelight Records - Limp Records - Lincoln Records - Lingasong Records - Linn Records - Linus Entertainment - Lion Music - Lioness Records - Liquid Sound Design - Liquid V - Liquor and Poker Music - Listenable Records - Little Blue Button Records - Little Marvel - Little Mountain Recordings - Little Red Button Records - Little Wonder Records | - Live Reports - Livingroom Records - Lizard - Lizard King Records - Load Records - Loaded Records - Lobster Records - LOCA Records - Locked On Records - Locust Music - Lodge Records - Lo-Fidelity Records - Lofton Creek Records - Logo Records - Lojinx - LO-MAX Records - London Records - London-Sire Records - Lonely Astronaut Records - Long Beach Records - Long Road Records - Longines Symphonette Society - Loningisa - Lo Recordings - Looking Glass Workshop - Lookout! Records - Loop Ash Records - Loöq Records - Lost & Lonesome Recording Co. - Lost Highway Records - Lost Language - Lotuspike | - Loud Records - Love Is My Velocity - Love Minus Zero Recordings - Love Police Records - Love Records - LoveCat Music - Lovely Music - Lowercase People Records - Low Life Records - Low Pressings - Low Transit Industries - LRRC (Luddite Rural Recording Cooperative) - LTM - Lu Pine Records - Luaka Bop - Lucid Records - Lucky Eleven Records - Lucky Four Records - Lucky Records - Lujo Records - Luxa Flex Records - Luke Records - Luke Skyywalker Records - Lungcast Records - Lyric Records (Germany) - Lyric Records (US) - Lyric Street Records - Lyrita Recorded Edition |

## M
| - M.A.C.E. Music - M&G Records - M3 Records - Machete Music - Machine Shop Recordings - Machinery Records - MAD Dragon Records - Mad Eye Recordings - Madhouse Records - Madison Records - Magic Circle Music - Magick Eye Records - Magna Carta Records - Magnanimous Records - Magnatune - Magnet Records - Magpie Records - Mailboat Records - Main Rock Records - Mainstream Records - Maison De Soul - Majestic Record Corporation - Majestic Records - Majik Records - Major Minor Records - Major Records (Germany) - Mala Records - Malaco Records - Malicious Records - Maloof Music - MAM Records - Mamlish Records - Mammoth Records - Mango Records - Manhattan Records - Manifesto Records - Manifold Records - Manimal Vinyl - Manna Music Inc - Manor Records - Man's Ruin Records - Manticore Records - Mantra Recordings - Manyc Records - MapleMusic Recordings - Maranatha! Music - Marian Records - Mariann Grammofon AB - Marina Records - Marine Parade Records - Maritime Records - Mark Five Records - Market Square Records - Marlin Records - Marrakesh Records - Marriage Records - Marsalis Music - Mash Down Babylon Records - Mashin' Duck Records - Mass Appeal Entertainment - Mas Flow Inc | - mass mvmnt - Massacre Records - Mastercharge Records - Mastercuts - Masters of Hardcore - Masterworks Broadway Records - Masterworks Records - Matador Records - Matapop - Mate Recordings - Matrix Music Marketing - Matsuri Productions - Matty Grooves Records - Maverick Records - Maximum Impact - MCA Nashville Records - MCA Records - Meanwhile... - Mechanikal Element Foundation - Medallion Records - Mediarts Records - MediaPro Music - Medium Productions - Mega Records - Megaforce Records - Megalith Records - Megarock Records - Mego - Melancholia Records - Mellowdrama Records - Melodeon Records - Melodia Records - Melodiya - Melotone Records (Australia) - Melotone Records (US) - Meltdown Records - Memento Materia - Memorandum Recordings - Memphis Industries - Menart Records - The Meny-X - Merciful Release - Merck Records - Mercury Nashville Records - Mercury Records - Merge Records - Meridian Records - Merovingian Music - Merrit Records - Messenger Records - Metal Blade Records - Metal Heaven - Metal Mind Productions - Metalheadz - Metatronix - Meteor Records - MeteorCity Records - Metro Recordings - Metro Records - Metroplex - Metropolis Records | - MGM Distribution - MGM Records Nashville - MGM Records - Microearth Records - Microphone Records - Midas Records Nashville - Mid-Fi - Midhir Records - Middle Pillar Presents - Midi:Nette Records - Midijum Records - Midland International Records - Mighty Atom Records - Mighty Force Records - Milan Entertainment - Milan Records - Milestone Records - The Militia Group - Mille Pattes Records - Mille Plateaux - Millennium Records - Mimosa - Mindbender Records - Ministry of Sound - Minit Records - Mint Records - Minty Fresh - Minus - Minuswelt Musikfabrik - Misfits Records - Misra Records - Missing Link Records - Mission Records - Mnemosyne Productions - Mo' Wax - Mobile Fidelity Sound Lab - Moda Records - Mo-Da-Mu - Mode Records - Modern Records - Modular Recordings - Moist Music - Mojo Records - Mokum Records - MonarC Entertainment - Monarchy Music - Mondo Music Corporation - Mondo Records - Monika Enterprise - Monitor Records (New York) - Monkey Fuzz Records - Mono Vs Stereo - Montalban Hotel - Montauk Mantis - Monument Records - Moon Ska Records - Moon Ska World - Mooncrest Records - Moonfog Productions - Moonglow Records - The Moonshine Conspiracy - Moonshine Music | - Mordam Records - Morr Music - Morrison Records (Australia) - Morrison Records (Seattle) - Mortarhate Records - Mortification Records - Mosaic Records - Moseley Shoals Records - Moserobie - Moshi Moshi Records - Moshpit Tragedy Records - Mosley Music Group - Mother Tongue Records - Motile - Mötley Records - Motor Music Records - Motown Records - Mountain Apple Company - Mountain Records - MourningSound Records - Mousetrap Records - Mouseville - Move Records - Moving Shadow - Mr Bongo Records - Mr. Lady Records - Mt. Fuji Records - MTM Records - Mudhoney Records - Mulatta Records - Multiply Records - Mums Records - Murder Inc. Records - Murderecords - Murmur - Musart Records - Musea - Mush Records - Mushroom Records (Canada) - Mushroom Records (Australia) - The Music Cartel - Music Brokers - Music for Missions - Music for Nations - Music for Pleasure - Music from the Corner - Music Maker - Music of Life - Music70 - Musicor Records - Musicraft Records - Musketeer Records - Must Destroy - Mutant Pop Records - Mute Records - Mutha Records - My Dad Recordings - My Pal God Records - Myrrh Records - MySpace Records - Mystic Records - Mythical Records |

## N
| - Nacional Records - Naked Music - Naked Records - Napalm Records - Nappy Boy - Narada Productions - Nardis Records - Narita Records - Narnack Records - Nation Records - National Records - National Music Lovers Records - National Recording Corporation - Native Language Music - Nauscopy - Naxos Records - Naxos World - N-Coded Music - Nebula Records - Necropolis Records - Neighborhood Records - Nein Records - NEMS Enterprises - Neo Ouija - Neptune Records - Nero - Nerve Recordings | - Nervous Records - (U.S.) - Nervous Records - (U.K.) - Net-Lab - netMusicZone Records - Nettwerk - Network 23 - Network Records - Neurodisc Records - Neuronium Records - Neurot Recordings - Neutral Records - New Alliance Records - New Earth Records - New European Recordings - New Line Records - New Orleans Records - New Red Archives - New Renaissance Records - New West Records - New World Records - Newhouse Records - Newmemorabilia Records - NewPax Records - Nexsound - Next Plateau Records - Nextera - Ngoma - Nice Dreams Music - Nicola Delita | - Niezależna Oficyna Wydawnicza CDN - Nighthawk Records - Nightshade Productions - Nihilist Records - Nilaihah Records - Nimbus Records - Ninja Tune - Ninthwave Records - Nitro Records - Nitto Records - Nitwit Records - Nixa Records - NK-Rock-City Records - NMC Music - No Face Records - No Fans Records - No Idea Records - No Limit Records - No Masters - No Milk Records - No Quarter Records - No Records - No Remorse Records - No U-Turn Recordings - Noh Poetry Records - Noise Records (Germany) - Noise Records (UK) - Noisebox Records | - NoiTekk - Nonesuch Records - Nonzero Records - Nordskog Records - Noriq Records - Northern Records - NorthernBlues Music - NorthSide - Northwestside Records - Norton Records - Not Lame Recordings - Nothing Records - Nova Zembla - Novamute Records - Now & Then Records - Now-Again Records - NPG Records - NRK Sound Division - NTD Records - Ntone - NTT Publishing Co. - Nuchoon - Nuclear Blast - Nude Records - Nukleuz - Nuphonic - NUX Organization |

## O
| - Oasis Records - Obese Records - OBR Records - Obsessions - Octone Records - Ode Records - Odeon Records - Oedipus Records - Off Beat - Off Centaur Publications - Offkey Recordings - Og Music - Ogopa DJs - Ogun Records - Oh Boy Records - Okeh Records - OK! Records - Old Europa Cafe | - Oldies-33 - Oldies-45 - Oliver Sudden Productions - Olivia Records - Om Records - On Ramp Records - OnClassical - Ondine - One Big Spark - One Eleven Records - One Little Indian Records - One Records (Scotland) - One Records (Serbia) - On-U Sound Records - Open Bar Entertainment - Open House Recording Company - Open Road Recordings | - Open Sky Records - Opera Rara - Or Records - Orange Record Label - Orange Records - Orange Twin Records - The Orchard - ORFEO - Orfeón - Origin Jazz Library - Original Blues Classics - Original Jazz Classics - Original Sound - Oriole Records (U.S.) - Oriole Records (UK) - Orpheus Music - Osmose Productions - O.T. Recordings | - Our Label Records - Out Here Records - Out of Line Music - Outlaw Recordz - Outpunk - Output Recordings - Outside Music - Overcoat Recordings - Ovum Recordings - Owl Studios - Oxford Records - OxRecs DIGITAL - Oxygen Music Works - Ozit Records |

## P
| - P572 - Pablo Records - PachoPro - Pacific Front Recordings - Pacific Jazz Records - Pacific Records - Pagan Records - Page Music - Page One Records - Painted Smiles - Paisley Park Records - Palette Records - Palm Pictures - Palm Records - Palo Duro Records - Panart Records - The Pandarosa Recording Co. - Pangea Recordings - Panic Button Records - Panorama Records - Pantone Music - Panzerfaust Records - Paper and Glue - Paper Bag Records - Paper Garden Records - Papillion Records - Parachute Records - Paramount Records - Paramount Records (1969) - Parasol Records - Park Records - Parlophone - Parrot Records - Parrot Records (Chicago) - Partee Records - Pasadena Records - Pathé Records - Pavement Records - Paw Tracks - Payless Entertainment - Peacefrog Records - Peaceville Records - Peacock Records - Peak Records - Peanuts & Corn Records - Peerless Records - Penalty Records - Pendragon Records - Penny Farthing Records - People Mountain People Sea - People Records - Pepper Records - Perfect Game Recording Co. | - Perfect Records - Perfecto Records - Perhaps Transparent - Perishable Records - Perlon - Perspective Records - Peter Pan Records - PFull Entertainment - PGP-RTB - PGP-RTS - Phantasm Records - Phantom Records - Pharmacy Records - Phase 4 Stereo - Phil Spector International - Philadelphia International Records - Philly Groove Records - Philthy Rich Records - Philips Classics Records - Philips Records - Philles Records - Phillips International Records - Philo Records - pHluid - Phonogenic Records (UK) - Phonogram Records - Phonokol Records - Photo Finish Records - Phthalo - PIAS Recordings - Pi Recordings - Piccadilly Records - Piccolo Town - Pickled Egg Records - Pickwick Records - Piedmont Records - Pigs Whisker Music - Pilz - Pina Records - Pinacle Records - Pink and Black Records - Pink Biscuit Records - Pioneer Records - Pipeline Music - Piruh Recordings - Pivotal Rockordings - Placid Casual - Plainisphare - Plan 9 Records - Planet Dog - Planet Laz - Planet Mu - Planet Pimp Records | - Plan-It-X Records - Plant Life Records - Plantation Records - Plasma Records - Plastic Fantastic - Plastic Raygun - Plastiq Musiq - Platipus Records - Play It Again Sam - Playadel - Playboy Records - Playground Music Scandinavia - Playhouse Records - Playing Field Recordings - Playmaker Music - Playtone - Pleasuredisc Records - Plug Research - Plus 8 - Pluto Records - Pneuma Recordings - POF Music - Point Blank Records - Point Music - Poison Ivy - Polar Music - Polo Grounds Music - Polydor Records - Polygon Records - PolyGram - Polyvinyl Record Co. - Pony Canyon - Popfrenzy - Popsicle Records - Poptones - Pork Recordings - Portrait Records - Posh Boy Records - Positiva Records - Positive Tone - Positron! Records - Post Records - The Post War Blues - Postcard Records - Post-Parlo - Potential Getaway Driver - Power It Up Records - Prank Records - Prawn Song Records - Prelude Records - Pressure Sounds - Prestige Records | - Prikosnovénie - Primary Music - Priority Records - Priory Records - Prism Records - Private Music - Private Stock Records - Probe Plus - Probe Records - Production House Records - Profane Existence Records - Profile Entertainment - Profile Records - Profile Records (Chief Records subsidiary) - ProgRock Records - Project Blowed - Projector Records - Projekt Records - Prometheus Records - Promot'Elle - Propeller Records - Propeller Records (Boston) - Prophet Entertainment - Prosthetic Records - Protest records - Protogen Records - PRT Records - PS Classics - PS Company - P.S.F. Records - PSI Records - Psychomania Records - Psychonaut Records - Psychopathic Records - Psychout Records - Psycho+Logical-Records - Psy-Harmonics - Punk Core Records - Purchase Records - Puritan Records - Purple City Music - Purple Feather Records - Purple Music Switzerland - Purple Records - Purple Ribbon Records - Purple Stereo Countdown - PUSA Inc. - Putumayo World Music - P. W. Elverum & Sun - PWL - Pye Golden Guinea Records - Pye International Records - Pye Records |

## Q
| - Q Division Records - QN5 Music - QRS Records - Qualiton Records - Qualiton | - Quality Records - Quango Music Group - Quannum Projects - Quarantine - Quarterstick Records | - Queen Bee Entertainment - Queen Records - Que-so Records - Quiet Storm Records - Quinlan Road | - Quirkworks Laboratory Discs - Quote Unquote Records - Qwest Records |